# Whitesboro (Nowy Jork)
Whitesboro – wieś w Stanach Zjednoczonych, w stanie Nowy Jork, w hrabstwie Oneida.